# Casigneta palauensis
Casigneta palauensis är en insektsart som beskrevs av Joyce Winifred Vickery och D.K.M. Kevan 1999. Casigneta palauensis ingår i släktet Casigneta och familjen vårtbitare. Inga underarter finns listade i Catalogue of Life.